# Æscwine av Essex
Æscwine av Essex, död 587, var en engelsk monark. Han var kung av Essex 527–587. 